# 비타민 X
《비타민 X》(일본어: VitaminX)는 2007년 3월 29일에 플레이스테이션 2용으로 D3 퍼블리셔에서 발매된 연애 어드벤처 게임, 여성향 게임이자 오토메 게임이다.

## 개요
개발은 휴넥스, 원화는 마에다 히로타카, 시나리오는 Story Works, 오사카 쇼코, JINCO, 코마츠 치즈코가 맡았다. 여성향 게임에선 드물게도 캐릭터 디자인을 여자가 아닌 남자가 맡았다.
2008년 3월 27일에 신규 이벤트가 추가(기존의 음성은 일부 삭제)된 닌텐도 DS판 《비타민 X 에볼루션》이 발매되었다. 원래 공략 대상이었던 학생 6명(B6) 외에 교사6명(T6)이 추가로 공략 가능하게 되었다. 2008년 10월 30일에 미니 게임 《비타민 Y》가 발매되었고, 2009년 3월 26일에는 주인공과 공략 대상이 새롭게 바뀐 (B6는 서브 캐릭터로 등장) 속편 《비타민 Z》가 발매되었다. 2010년 9월 9일에는 플레이스테이션 포터블로 이식되어 《비타민 X 에볼루션 플러스》가 발매되었다.

## 줄거리
주인공 미나미 유리는 사립 세테이 학원의 교사. 부임한지 2년, 중등부에서 고등부 영어교사로 승급하였다. 교장이나 학년주임에게 환영을 받았지만 그녀를 환영하는데는 다 이유가 있었다. 세테이 학원은 유치원부터 대학까지 있는 에스컬레이터식 학교이자, 미션계 부루조아 학교로 진학교로서도 정평이 나있는 유명한 학교. 그렇기 때문에 높은 학력 레벨을 따라오지 못하는 학생들도 있고, 유리가 담임을 맡게 된 3학년 E반, 별칭 〈클래스 X〉처럼 이른바 "낙제생"들을 모아놓은 반도 있다. 그 반의 낙제생들을 이끌고 있는 것은 전부 초절정 미남에 초 문제아(게다가 엄청난 바보)인 6인조 〈B6〉(B는 바보의 바를 가리키는 알파벳). 과연 유리는 그들에게 공부의 의미를 깨닫게 하고 대학에 진학시킬 수 있을 것인가.

## 등장인물

### 주인공
미나미 유리
성우: 키가와 에리코 (드라마 CD 한정)
이름 변경 가능. 세테이 학원 글래머 담당교사. 24세. 2월 26일 태생. 물고기 자리. 신장 162cm. A형. 좋아하는 음식은 치즈 타르트.
중등부에서 2년간 교편을 잡은 뒤, 고등부로 올라와 Class X의 담임을 맡게 되었다. B6를 졸업시키려고 분투하는 성실하고 바른 성격이지만, 상당히 잘 덜렁거리는 성격. 방향음치이며, 길거리나 학교에서 자주 미아가 된다. 거짓말이나 속임수가 서툴르고 생각이 바로 얼굴에 드러나는 타입. 감수성이 풍부하고 모성본능이 강하며 자신보다 학생들을 생각하는 경향이 있다. 자신의 요리 맛에 관해서는 엄격하지 못한 경향이 있고, 취미인 요리는 그 생김새가 괴멸적이며(절대 못먹을 음식은 아니며, 맛은 성공과 실패의 차가 크다), 대학시절 요리서클에서 활동하였다. 현재에도 취미를 즐기고 있지만, 만든 요리가 새까맣거나 빛나는 등 그 생김새가 엄청나기 때문에 입으로 옮길 때까지가 최대 난관이다. 술이 센 편이며 취하지 않는다.

### B6
마카베 츠바사
성우: 스즈키 타츠히사
세테이 학원 3학년. 8월 14일 태생. 사자자리. 체중 67kg. B형. 좋아하는 음식은 치즈.
B6의 리더로 세테이 재벌의 자제. 유복한 자녀들이 모이는 세테이 학원에서도 으뜸가는 재력을 가지고 있다. 스스로도 재력과 외형에 절대적인 자신을 가지고 있으며 돈과 권력으로 무엇이든지 해결하려는 성격이지만 친구들을 생각하는 마음이 깊다. 유리를 빈곤한 서민으로 깔보지만, 칭찬을 받으면 밉살스런 말을 하면서도 기뻐한다. 일본인 아버지와 영국인 어머니 사이에서 태어난 혼혈아로 어린시절은 영국에서 보냈기 때문에 영어는 완벽하다. 반면 일본어나 일본의 관습은 잘 익히지 못했으며 잘못 알고 있는 지식도 많다. 말 끝에 영어를 섞어 쓴다. 미모를 살려 모델로서 아르바이트를 하고 있으며, 양복 센스는 좋지만 다른 취미는 상당히 좋지 않다. 어머니와 5살 때 사별. 어머니를 보살피지 않고 일에 몰두한 아버지를 원망하고 있으며, 재벌의 후계자라는 입장상, 돈 이외의 자유를 받지 못해 더욱 원망하게 되었다. 과거에 쫓아낸 11명의 담임들과 달리 돈으로 움직이지 않는 유리에게 흥미를 갖고 있다.
쿠사나기 하지메
성우: 오노 다이스케
세테이 학원 3학년. 4월 18일생. 양자리. 신장 178cm. 체중 67kg. O형. 좋아하는 음식은 고기.
주변 사람들을 잘 보는 B6의 형님타입. 표면적인 B6의 리더는 츠바사(제안과 실행담당)이지만, 실질적으로 그들의 의견을 모아 정리하는 역은 하지메이며, B6의 실질적인 리더이다. 운동능력이 상당히 뛰어나며, 작년까지는 축구부의 주장을 맡았으나, 어떤 사건으로 퇴부하였다. 그 후 거리에서 쌈박질로 하루하루를 보내고 있다. 남을 잘 돌봐주고 친근한 성격이지만, 사건에 대해 이야기가 나오면 거칠게 변모하기도 한다. 초가 붙을 정도로 기억력이 나쁘고, 사람 이름도 자주 틀린다. 동물을 굉장히 좋아하며 〈세테이 애니멀 마스터〉〈세테이 나나츠고로〉란 별명을 가지고 있으며 동물을 학대하는 사람을 절대 용서하지 않는다. 동물의 말을 말을 알아듣기 때문에 아는 동물이 많다. 후타바와 미키라는 나이차가 많이 나는 쌍둥이 여동생이 있으며 가족이나 친구들에게는 상냥하게 대한다. 현재는 가족과 떨어져 혼자 살고 있다. 유리를 맘에 들어하지만 자신의 일에 참견하려고 하면 격노한다.
나나세 슌
성우: 토리우미 코스케
세테이 학원 3학년. 11월 22일생. 전갈자리. 신장 183cm. 체중 72kg. A형. 좋아하는 음식은 명란젓.
인기 인디밴드 〈바스콘티〉의 리더. 담당은 베이스이지만 가창력도 뛰어나다. 밴드에 빠져있으며 장래에는 음악으로 살고 싶다는 꿈을 갖고 있다. 쿨한 성격으로 자신의 꿈에 불필요한 것이나 사람을 가차없이 버리는 일면을 가지고 있지만, 부끄러움을 많이 타는 성격이기도 하다. 화가 나면 쉽게 감정적이 되고, 걸핏하면 장난을 치는 키요하루와는 사이가 좋지 않다. 혼자 살고 있으며 생계는 아르바이트로 유지하고 있기 때문에 금전적인 면에 상당히 잔소리가 심한 구두쇠. 자존심이 세 타인의 선의를 받아들이지 않지만 먹을 것을 미끼로 부탁하면 받아들이기도 한다. 부친은 태어나기 전에 타계하였으며 유일한 가족인 어머니는 육아를 포기한 상태여서 정에 굶주려 자랐기 때문에, 상냥함이나 배려에 익숙하지 않다. 츠바사와 마찬가지로 츤데레적인 면이 강하고, 유리에 대해서도 처음에는 무관심했으나 점점 그녀의 상냥함에 이끌려 호의를 갖게 된다. 시나리오 후반에서는 유리에게 버림받는 것을 화내거나, 다른 B6 멤버에게 질투하는 등 의존도나 독점욕이 강해진다.
후몬지 고로
성우: 키시오 다이스케
세테이 학원 3학년. 2월 28일생. 물고기 자리. 신장 165cm. 체중 54kg. AB형. 좋아하는 음식인 딸기맛 과자와 햄버거.
통칭 고로짱. 얼핏 보기엔 미소녀지만 실제로는 여장을 한 미소년으로, 심신(心身)모두 어린 아이. 화장이나 피부관리, 멋내는데 민감하다. 항상 웃음이 얼굴에서 떠나지 않는 B6의 무드메이커이며, 주위를 냉정하게 관찰하는 능력이 있고, 사람의 마음의 변화에도 민감하다. 과거에 여자같은 외모때문에 괴롭힘을 당했으나 여장을 강요당했을 때 주위에서 놀랄 정도로 너무 잘어울려, 괴롭힘이 그친 뒤에는 스스로 여장을 하게 되었다. 주위 사람들에게 티내지는 않지만 고독을 싫어하는 성격으로, 쉽게 상처받기도 한다. 취미로 그림을 그려 노상판매를 하고 있고, 콩굴에서 상을 받을 정도로 뛰어나며, 미대에 진학해 본격적으로 그림을 그리고 싶다는 꿈을 가지고 있다. 팝페라어(팝과 오페라의 합성어)라고 불리는 독특한 말투를 사용한다. 평소에는 하이톤이지만 화나거나 놀라면 갑자기 톤이 낮아진다. B6 중에서는 처음부터 유리에게 호의적이었으며 다른 멤버와 중계해주는 역할을 할 때도 많다.
센도 키요하루
성우: 요시노 히로유키
세테이 학원 3학년. 5월 9일생. 황소자리. 신장 174cm, 체중 65kg, B형. 좋아하는 음식은 그레이프 후르츠 맛 껌.
〈세테이의 작은악마〉〈크래셔 키요하루〉의 별명을 가진, 악질적인 장난을 계속치는 문제아. 누구에게나 도발적인 말을 던진다. B6 중에서는 반응이 가장 재미있는 슌을 일방적으로 표적으로 삼고 있으며, 장난이 통하지 않는 고로나 키누가사를 어려워한다. 뛰어난 기억력은 장난과 농구에서만 발휘된다. 운동신경이 뛰어나며, 특히 농구는 천재적. 학원의 농구부에는 이름만 등록해 놓고, 부원들의 수준이 낮다는 핑계로 입부하지 않고, 기분 내키는 시합에만 참가한다. 천재라 한번도 노력해 본적이 없고, 재능없는 타인을 일반인이라며 무시하는 경향이 있으며, 신장이 작기 때문에 프로입단을 거절당해 결코 채워지지 않는 딜레마를 안고 있다. 주변 사람들에게는 장점따윈 없는 것처럼 보이지만 자신이 맘에 든(뒤틀린 애정표현으로 장난을 친다) 상대에게 타인이 험담을 하거나 울리면 절대 용서하지 않는다. 고로 이외의 B6를 성의 약칭으로 부른다. 자신의 장난을 두려워하지 않고 몇번이나 힘든일을 겪었음에서 굽히지 않는 유리를 지금까지 만나보지 못한 장난감으로 맘에 들어한다.
마다라메 미즈키
성우: 스가누마 히사요시
세테이 학원 3학년. 7월 1일생. 게자리. 신장 188cm. 체중 73kg. AB형. 좋아하는 음식은 시저 샐러드.
말수가 없고 무표정, 시간과 장소를 가리지 않고 잔다. 어릴적에 받았던 트라우마때문에 극도로 사람을 싫어하고, 자고 있어도 만지려고 하면 반사적으로 일어난다. 스스로 타인과 관계를 맺는 일은 거의 없고, 말을 거는 것 자체가 놀라운 일이다. B6에서도 동물과 대화가 가능한 하지메와만 커뮤니케이션이 가능하다. 유일한 친구는 항상 함께있는 흰 도마뱀인 토게. 본인을 대신해 토게가 대답하는 경우도 많다. 장소에 관계없이 파충류를 부르는 능력을 가지고 있으며 특히 감정이 격앙되면 대량의 파충류를 소환한다. 억지로라도 미즈키를 다른 사람들과 사는데 익숙해지게 하려는 츠바사와 하지메와 함께 모델일을 하고 있지만 본인은 귀찮아 하고 있다. 특기는 타로 점을 잘 맞춘다. 처음엔 유리를 귀찮아 해 상대하지 않고, 행동을 예측하여 피했으나, 방향감각이 없는 그녀와 우연히 만나는 일도 많다. 자신의 몸을 생각하지 않는 유리의 올곧은 상냥함에 마음을 열기 시작한다.

### T6
카츠라기 긴지
성우: 스기타 토모카즈
국어담당. 27세. 12월 20일생. 사수자리. 신장 178cm. 체중 70kg. O형. 좋아하는 음식은 오코노미야키, 야키소바, 타코야키.
호스트처럼 화려한 옷차림을 하고 있으며 성격도 쾌활하며 여자를 매우 좋아한다. 유리나, 남자이지만 여자처럼 보이는 키누가사에게 매일 대쉬하지만, 매번 거절당해 다른 교사들에게 놀림을 당한다. 도박에 빠져, 급료를 전부 경마나 파칭코에 쏟아부어 빚에 시달리고 있으며 현재는 오오토리의 집에 얹혀살고 있다. 손마이크로 에코를 살린 말투가 버릇. 얼핏 보기에는 가벼워 보이지만 실제로는 진지하고 부끄러움을 타며, 때로는 진지한 면도 보인다. 자신보다 키가 큰 츠바사를 걸고 넘어지는 일이 많다. 실제로는 츠바사의 숙부에 해당한다.
오오토리 코지
성우: 이노우에 카즈히코
지리·역사 담당. 31세. 1월 31생. 물병자리. 신장 185cm. 체중 74kg. AB형. 좋아하는 음식은 생선회.
언제나 상냥한 웃음을 띄우고 매사에 우아해, 〈미소의 귀공자〉로 학생들이 잘 따른다. 누구에게나 친절하며 학생들의 상담도 친절히 응해주지만 얹혀 살고 있는 카츠라기에게는 가차없이 출석부로 때리는 등, 폭력적인 면도 있다. 카츠라기의 빚을 갚기 위해 급료의 관리등은 전부 오오토리가 맡고 있다. 축구부를 그만 둔 뒤 거칠어진 하지메를 마음아파하고 있다.
코노카게 타로
성우: 미야케 켄타
이과담당. 30세. 10월 6일생. 천칭자리. 신장 190cm. 체중84kg. B형. 좋아하는 음식은 매실 짱아치.
장신과 거친 인상 때문에 야쿠자로 쉽게 오해받는다. 자주 B6에게서 대머리라 놀림받지만, 본인은 승려라고 주장하고 있다. 무슨 일이든지 대충대충이고 귀찮아 하는 태도를 보이지만 학생들을 아낀다. 특히 슌의 복잡한 가정환경을 신경쓴다. 본가는 원예를 가업으로 삼고 있으나 꽃을 살리려면 침이 침채로 굽는 등, 쉽사리 살리지 못한다. 아이를 보살피는게 서투르고, 집에 들를 때마다 친척의 아이를 울린다. 어린시절은 집안의 관습에 따라 여장을 하고 있었으며, 당시 사진을 본 카츠라기가 한 눈에 반해, 키누가사나 니카이도가 칭찬할 정도로 아름다운 모습이었으나 그때부터 키가 자라 거친 분위기를 띄우게 되었다. 취미는 볼링.
니카이도 쇼
성우: 오다 유세이
사회담당. 28세. 9월 13일생. 처녀자리. 신장 179cm. 체중 66kg. A형. 좋아하는 음식은 두부요리.
통칭 쿨 뷰티. 지적이고 어떤 일이든지 냉정하게 대처하는 신경질적인 성격. 카츠라기와는 원수지간. 직무에 엄격하고 성실한 성격으로, 유리에게도 자주 잔소리를 하기 때문에 찬 인상을 주지만, 그녀에게는 처음부터 호의를 가지고 있으며, 교사로서 성장하도록 뒤에서 응원하고 있다. 연애에 관해서는 긍정적이고 한결같은 면도 있다. 대학시절에는 만담연구회의 부장을 맡았으며, 지금도 낙어나 마술이 특기이다. 은근히 귀여운 것을 좋아한다. 고로의 여장을 안타깝게 여기며 분방한 행동에 휘둘리고 있지만, 고로의 섬세한 마음은 이해하고 있다. 술을 못해 싫어하지만, 유리의 환영회 등은 참석하며 분위기 파악을 하고 있다.
키누가사 쇼지로
성우: 미야타 코우키
수학담당. 36세. 6월 2일생. 쌍둥이자리. 신장 168cm. 체중 59kg. B형. 좋아하는 음식은 냉 스프.
얼핏 보기엔 20대로 보이지만 세이테이 교사진 중에서 최연장자. 여자로 착각할 정도로 뛰어난 미모에, 학교 내외에 많은 팬이 있다. 모르는 사람에게 자주 공물을 받으며, 학생시절에는 섬도 받은 적이 있다. 언제나 미소지으며 대범하지만 웃는 얼굴로 심한 말을 아무렇지 않게 말하며, 끈질기게 대쉬하는 카츠라기를 공격하는 등 상당히 음흉한 성격. 평소에는 가지고 다니지 않는 휴대폰을 꺼내면 반드시 무슨 일이 일어난다. 자신을 "하늘에서 내려왔다"고 하며, 전설상의 장소나 인물과 접점을 가지고 있다며 작품 내에서 가장 수수께끼가 많은 인물. 세이테이의 작은 악마라고 불리는 키요하루가 〈귀신〉이라 부르며 두려워하는 상대이기도 하다.
사나다 마사키
성우: 사카구치 다이스케
외국어 담당. 26세. 7월 25일생. 사자자리. 신장 173cm. 체중 64kg. O형. 좋아하는 음식은 카레라이스.
별명은 〈아이돌 성우〉 교사진에서 가장 젊고, 믿음직스럽지 못한 인상이 강하다. 아직 학생인 모습이 남아있어 학생으로 착각받는 경우도 있다. 대학시절 선배이자 같은 만담연구회에 소속해있던 니카이도처럼 쿨한 남자를 동경하지만 열혈한 성격으로 감정이 쉽게 드러나는 성격. 5년 전, 유리가 교사 면접 볼 때 만나, 그 때부터 호의를 가지고 있으며, 자주 데이트를 신청하지만, 주변의 방해와 본인이 부끄러워해 계속 실패한다. 학교 안에서는 니카이도 주권의 〈사나다선생을 지키는 모임〉과 미즈키 주도의 〈사나다 선생을 방해하는 모임〉 두가지가 설립되어 있다. 타인과 관계를 맺으려 하지 않는 미즈키에게 적극적으로 이야기를 걸려고 시도하지만 강아지 취급을 받는 등 상대해 주지 않고 있다.

## 관련상품

### 음악 CD
- VitaminX 오리지널 사운드 트랙（KDSD-00132）
- RED DISK ※기간 한정 통판 상품
- BLUE DISC ※기간 한정 통판 상품
- 《GOLD DISC》-오오토리 코지&니카이도 쇼＆코노카게 타로-（KDSD-00147）
- 《SILVER DISC》-카츠라기 긴지&키누가사 쇼지로&사나다 마사키-（KDSD-00148）
- 《DIAMOND DISC》 -츠바사와 하지메-（KDSD-00149）
- 《한밤중의 구세주 -미드나잇 살바토레-》（KDSD-00185）
- 《RUBY DISC》-나나키요-（KDSD-00215）
- 《SAPPHIRE DISC》-GAM。-（KDSD-00228）
- 베스트 앨범 ~GREATEST HITS~（통상판 KDSD-00245・초회생산한정판 KDSD-00243-244）

### 드라마 CD
- 〈Ultra 비타민〉（KDSD-00133）
- 〈LOST Vitamin ~달콤하고 H한 비타민제~〉（VGCD-0088）
- 〈Ultra 비타민 II-Maximum 바보（비타민）-〉（KDSD-00146）
- Dramatic CD Collection VitaminX・러브 비타민 ~잠자는 공주 스크럼블~（MACY-2150）
- Dramatic CD Collection VitaminX・러브 비타민2 ~화이트데이 크라이시스？~（MACY-2154）
- Dramatic CD Collection VitaminX・허니 비타민 ~백설공주 포에버~（MACY-2158）
- 〈LOST Vitamin ~달콤하고 H한 비타민제 PART2~〉（VGCD-0140）
- 〈Ultra 비타민 III-마지막(?) 웃음 전쟁-〉（KDSD-00217）
- 〈Perfect Vitamin!・타임트레블・콤비네이션〉 ※기간 한정 통판 상품
- VANQUISH -ForbiddenLove-（KDSD-00200）
- Dramatic CD Collection VitaminX・딜리셔스 비타민1 ~두근두근★러브 트러블~
- Dramatic CD Collection VitaminX・딜리셔스 비타민2 ~두근두근★러브 트러블~

### DVD
- VitaminX 가잣! 두근두근★풀버스트 이벤트 DVD
- VitaminX 가잣! 두근두근★풀버스트 이벤트 evolution

### 책
- VitaminX 공식 비주얼 팬북（ISBN 9784757736054）
- Vitamin Vanity Collection
- VitaminX Evolution 컴플리트 가이드（ISBN 9784757742123）
- 만화《VitaminX》（나카오 모토코저・엔터브레인 발행）（ISBN 9784757741140）
- VitaminX 사림 세이테이 학원 학생수첩（ISBN 9784757741294）
- VitaminX Evolution VANQUISH 퍼펙트 가이드북 ~한밤중의 구세주 언아더 월드~（ASIN B00158RBCQ）